# میوشی موتوناگا
میوشی موتوناگا (به ژاپنی: 三好元長 Miyoshi Masanaga); ۱ ژانویهٔ ۱۵۰۱ – ۱۸ ژوئیهٔ ۱۵۳۲) سامورایی اهل ژاپن رهبر خاندان میوشی بود که به دایمیوی ولایت آوا هوسوکاوا هاروموتو خدمت می‌کرد. پسر ارشد وی میوشی ناگایوشی نام داشت.